# ベルサリド
ベルサリド（英: Versalide）は、化学式C18H26Oで表される、多環状合成ムスクの一つである。ベルサリドの名称はジボダン社の商標で、使用上の融通性を表すversatilityから名付けられた。

## 用途
ソフトなムスク香を持ち、香料として広く使われたが、神経毒性および色素脱出能があることが明らかになり、香料としての使用は禁止された。本物質と同様にテトラリン骨格を持つ構造異性体に、Polack's Frutal社のトナリドがある。

## 合成
塩化鉄を触媒としてエチルベンゼンと2,5-ジクロロ-2,5-ジメチルヘキサンを縮合させたのち、塩化アセチルでアセチル化させることにより合成される。